# Романов Руслан Ігоревич
Руслан Ігоревич Романов (нар. 2 лютого 1989) — український футболіст, півзахисник та нападник.

## Життєпис
Вихованець донецького «Шахтаря». У Дитячо-юнацькій футбольній лізі окрім «Шахтаря» захищав кольори сусіднього «Олімпіка» й маріупольського «Іллічівця».
Після завершення навчання грав за дублі «Кривбасу» (2006 рік, 4 гри) й «Зорі» (2007 рік, 7 ігор).
У 2008 році уклав контракт з друголіговим «Явором» з Краснопілля. У цій команді дебютував 18 вересня 2008 року в грі проти кіровоградської «Зірки». Через місяць, 24 жовтня, забив у ворота донецького «Олімпіка» свій перший м'яч у професіональних командах.
Навесні 2009 року повернувся в «Іллічівець». Виступав здебільшого в молодіжній першості. За три сезони в складі маріупольців увійшов у списки гвардійців і найкращих бомбардирів в історії маріупольської «молодіжки». 22 травня 2009 року зробив хет-трик у ворота луганської «Зорі», ставши всього четвертим молодим «Іллічівцем», кому це вдавалося. Всього у складі дублерів зіграв 64 матчі, забив 14 голів.
14 березня 2009 зіграв свій єдиний матч у Прем'єр-лізі. У матчі проти «Дніпра» в Дніпропетровську вже в доданий арбітром до другого тайму час Руслан замінив на полі білоруського легіонера «Іллічівця» Павла Беганського. Романов провів на полі близько двох хвилин.
Сезон 2011/12 років Романов провів у першій лізі, граючи за охтирський «Нафтовик-Укрнафта». Після завершення сезону проходив перегляд у другій команді київського «Динамо», але в команді не залишився. Далі виступав за аматорську команду Макіївки. Влітку 2014 року, евакуювавшись із зони бойових дій, отримав пропозицію продовжити кар'єру в «Чайці» (Києво-Святошинський район). У 2015 році повернувся до окупованого Донецька, де став гравцем місцевого однойменного «клубу», створеного окупаційною владою.